# 吉田凌
吉田 凌（よしだ りょう、1997年6月20日 - ）は、兵庫県西脇市出身の元プロ野球選手（投手）。右投右打。

## 経歴

### プロ入り前
小学校1年時から「西脇スポーツ少年団」で軟式野球を始めると、西脇市立西脇東中学校在学中に「兵庫北播シニア」で投手としてプレー。全国大会にも出場したことから、神奈川県の東海大付属相模高等学校に進学した。
東海大学付属相模高等学校では、1年時春の対外試合からベンチ入りを果たした。2年時夏の第96回全国高等学校野球選手権大会では、神奈川大会の決勝で、8回2/3を投げて20奪三振を記録。チームの優勝に貢献したが、本大会では、松本裕樹を擁する盛岡大学附属高校に敗れた。2年時秋、腰椎分離症を発症。それにより、ウエイトトレーニングや走り込みで体を鍛える冬場に強化を行うことができず、体のバランスが乱れ、また自身も考えすぎたことで投球フォームを崩してしまう。3年時の夏には、2年連続の神奈川大会優勝を経て、第97回全国高等学校野球選手権大会で同学年の左投手・小笠原慎之介と併用された。大会中に腰椎分離症が再発するも、オコエ瑠偉を擁する関東第一高校との準決勝では、先発で7回を1失点に抑えて、チームを決勝に導いた。後にチームメイトとなる佐藤世那のいた仙台育英高校との決勝では、先発した小笠原が本塁打を放つなどの活躍で優勝を決めたが、吉田の出場機会はなかった。
2015年10月22日に行われたドラフト会議では、オリックス・バファローズから5位指名を受け、契約金3500万円、年俸500万円という条件で入団した。背番号は66。また、この会議では、小笠原も中日ドラゴンズから1位指名を受け、入団した。
なお、オリックスには、入団の時点で吉田篤史（二軍投手コーチ）、吉田一将（投手）、吉田雄人、吉田正尚（いずれも外野手）が在籍していた。このため、ユニフォームの背ネーム表記には名前のローマ字表記である「RYO」をユニフォームに使用している。なお、2021年9月18日 - 9月21日の「Bsオリっこデー2021」で選手自身がニックネームを決めて背ネームに表記する企画では、苗字での「YOSHIDA」表記を使用した（吉田一将は「KAZU」、吉田正尚は「HARPER」と表記）。

### オリックス時代

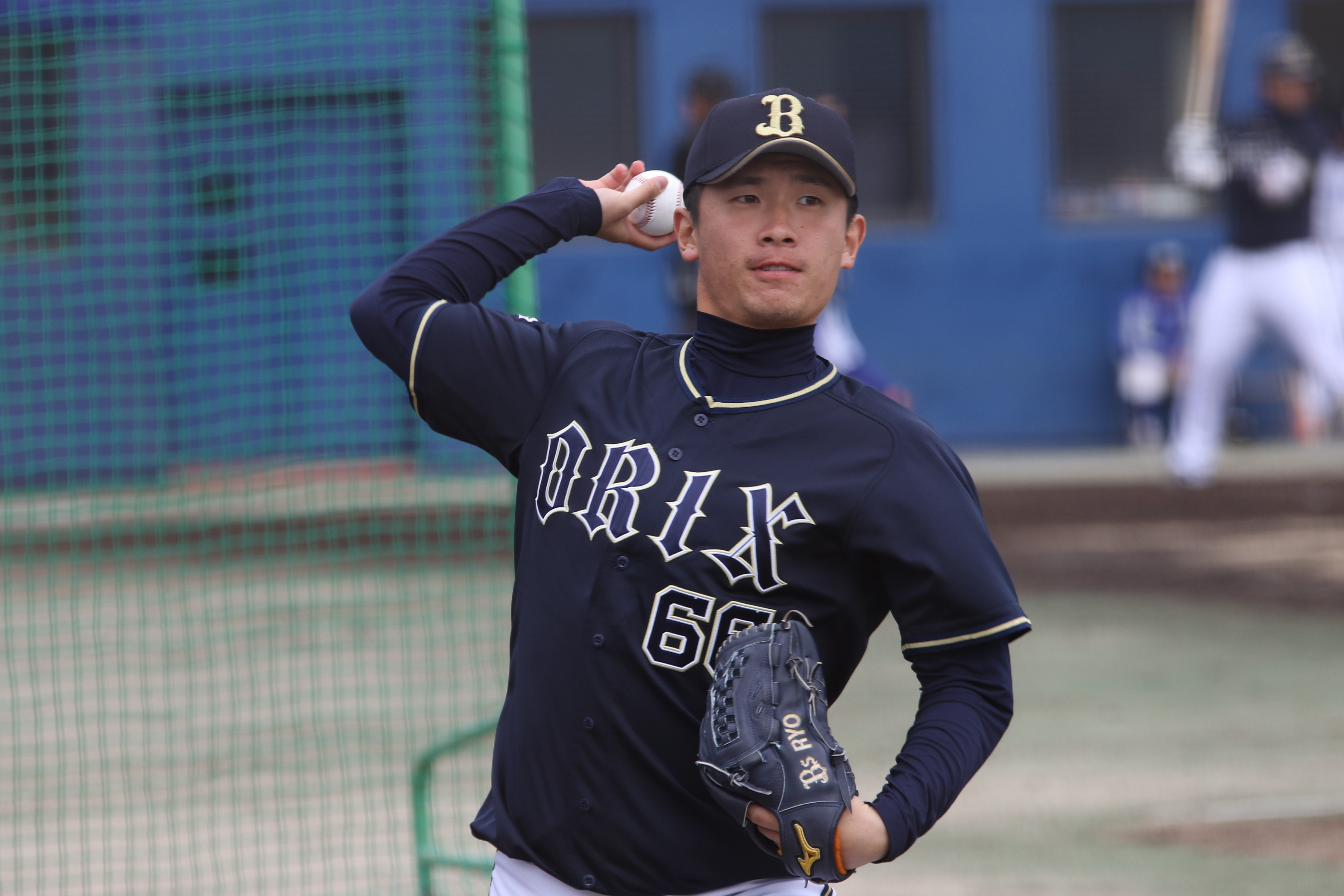
（2019年3月17日、ナゴヤ球場にて）

2016年は高校時代の良かった頃の投球フォームを見直し、修正を行った。以前のようにリリースポイントを前にしたことで、直球の速さとスライダーのキレが増した。ルーキーイヤーの一軍登板は無かったが、ウエスタン・リーグでは12試合に登板し、2勝2敗・防御率5.79という成績を残した。
2017年は7月13日のフレッシュオールスターゲームにウエスタン・リーグ選抜の7番手として7回裏に登板し、1イニングを無失点に抑えた。この年はウエスタン・リーグで16試合に登板し、6勝5敗・防御率2.37を記録すると、10月3日の対北海道日本ハムファイターズ戦でプロ初登板初先発となり、3回途中6失点で敗戦投手となった。シーズン終了後には台湾で開催された2017アジアウインターベースボールリーグにNPBウエスタン選抜チームとして参加し、4試合に先発。12月2日のNPBイースタン選抜チームとの試合では完封勝利を挙げた。
2018年はウエスタン・リーグで10試合に登板し、3勝2敗・防御率4.18を記録したが、一軍登板は無かった。
2019年は6月18日に中継ぎとして一軍へ昇格し、同29日の対埼玉西武ライオンズ戦で2年ぶりの一軍登板を果たした。7月17日に出場選手登録を抹消され、9月11日に再び一軍へ昇格するも登板機会が無いまま同20日に登録抹消となり、そのままシーズンを終えた。この年はウエスタン・リーグで29試合に登板し、3勝0敗1セーブ・防御率1.38と二軍では結果を残したが、一軍登板は4試合にとどまった。オフに50万円増となる推定年俸580万円で契約を更改した。
2020年は新型コロナウイルスの影響で120試合制の短縮シーズンとなり、開幕も6月に延期された。7月15日に中継ぎとしてシーズン初の一軍昇格を果たすと、7月31日の対日本ハム戦でプロ初ホールドを挙げた。前年終盤から習得に取り組んでいたシュートによって投球の幅が広がり好投を続けると、8月15日の対福岡ソフトバンクホークス戦では「ショートスターター」として3年ぶりに先発した吉田一将の後を受けて、3番手として4点リードの5回裏から登板。1イニングを無失点に抑えるとプロ初勝利が記録された。10月に2週間ほど二軍再調整期間があったものの、この年は35試合のリリーフ登板で2勝2敗7ホールド・防御率2.17を記録し、オフに1020万円増となる推定年俸1600万円で契約を更改した。
2021年は開幕前に肩を痛め、前半戦は二軍生活が続いたが、後半戦の開幕は一軍で迎えた。8月18日の対日本ハム戦、同点の5回表二死満塁という場面でシーズン初登板を果たし、ピンチを凌ぐと直後に打線が勝ち越したことでシーズン初勝利を挙げた。その後は一度も登録抹消されることなくレギュラーシーズンを終え、18試合のリリーフ登板で1勝1敗4ホールド・防御率2.12という成績を残した。ポストシーズンではクライマックスシリーズファイナルステージに2試合登板し、無失点。日本シリーズでは5試合に登板し、第1・2・5戦では好投したものの、第3戦と第6戦では失点、2敗を喫した。オフに700万円増となる推定年俸2300万円で契約を更改した。
2022年は開幕から長らく一軍へ昇格できない時期が続いたが、二軍では8月15日終了時点で40試合に登板し、39.2回を投げて51奪三振・防御率2.72と結果は残していた。ただ、本人が「自分のイメージのボールと実際に投げているボールが違い、調子が上がってきませんでした」と話したように本来の投球ではなく、9月3日に出場選手登録をされるも、6試合の登板で1勝1敗・防御率8.10。同17日の登録抹消以降の一軍登板は無く、シーズンを終えた。オフに400万円減となる推定年俸1900万円で契約を更改した。
2023年は4月19日に一軍登録されるが以降は抹消と再登録を繰り返し、19試合で防御率3.24、4ホールドという成績だった。10月28日に戦力外通告を受け、11月15日にファイターズ鎌ケ谷スタジアムで開催された12球団合同トライアウトに参加。シート打撃には全体2番目に登板し、打者3人と対戦して3人目には四球を与えたものの、スライダーを駆使して2者連続三振を奪う投球を見せた。

### ロッテ時代
11月23日、阪神タイガースを戦力外となった二保旭とともに千葉ロッテマリーンズが非公開で実施する入団テストに参加。同28日に育成選手としてロッテに入団することが発表された。背番号は138。
2024年は、5月までにファームで14試合に登板して防御率1.32、2勝1敗4セーブの成績を残し、5月31日に支配下復帰が発表された。背番号は93。6月2日に出場選手登録され、同日の阪神戦、0対0で迎えた9回に2番手として移籍後初登板を果たし、上位打線を三者凡退に抑えた。しかし、6月4日の読売ジャイアンツ戦では2回5失点を喫し、翌6月5日に登録抹消となった。一軍では9試合の登板で防御率6.17に終わり、10月26日に2年連続で戦力外通告を受けた。シーズン終了後の12球団合同トライアウトに参加したが、獲得球団は現れなかった。

### ロッテ退団後
2025年1月4日までに自身のInstagramを更新し、プロ野球引退を発表。この時点では野球自体は継続する意向を示している。

## 選手としての特徴・人物
制球力に優れる右投手で、直球の最速は151km/h。変化球はキレのある縦変化のスライダー、フォークボール、シュート、カーブを投げる。
プロ入り当初は直球とスライダー、フォークボールのコンビネーションが投球の柱であったが、4年目の終盤にシュートを習得。手応えを掴んだ5年目以降はこのシュートと以前から武器であるスライダーとのコンビネーションを柱とし、時折フォークボールを織り混ぜるスタイルに変更。直球はほぼ投げなくなった。
高校時代の同級生でライバルでもあった小笠原慎之介とは親友である。プロ入り後は別々のチームとなり、「小笠原と1対1の真剣勝負で投げ合ってみたい。日本シリーズの第7戦とかでやりたい」と語っている。また、「他の同級生の活躍は気にしないけど、小笠原だけは気になる。チームメイトでもあったし、一番の親友だから。一番いい刺激になる」と語っている。

## 詳細情報

### 年度別投手成績
| 年 度     | 球 団      | 登 板 | 先 発 | 完 投 | 完 封 | 無 四 球 | 勝 利 | 敗 戦 | セ 丨 ブ | ホ 丨 ル ド | 勝 率 | 打 者 | 投 球 回 | 被 安 打 | 被 本 塁 打 | 与 四 球 | 敬 遠 | 与 死 球 | 奪 三 振 | 暴 投 | ボ 丨 ク | 失 点 | 自 責 点 | 防 御 率 | W H I P |
| --------- | ---------- | ----- | ----- | ----- | ----- | -------- | ----- | ----- | -------- | ----------- | ----- | ----- | -------- | -------- | ----------- | -------- | ----- | -------- | -------- | ----- | -------- | ----- | -------- | -------- | ------- |
| 2017      | オリックス | 1     | 1     | 0     | 0     | 0        | 0     | 1     | 0        | 0           | .000  | 16    | 2.2      | 5        | 0           | 2        | 0     | 0        | 0        | 0     | 0        | 6     | 6        | 20.25    | 2.63    |
| 2019      | オリックス | 4     | 0     | 0     | 0     | 0        | 0     | 0     | 0        | 0           | ----  | 21    | 4.1      | 7        | 2           | 3        | 0     | 0        | 2        | 0     | 0        | 4     | 4        | 8.31     | 2.31    |
| 2020      | オリックス | 35    | 0     | 0     | 0     | 0        | 2     | 2     | 0        | 7           | .500  | 118   | 29.0     | 15       | 1           | 15       | 1     | 2        | 33       | 3     | 0        | 7     | 7        | 2.17     | 1.03    |
| 2021      | オリックス | 18    | 0     | 0     | 0     | 0        | 1     | 1     | 0        | 4           | .500  | 62    | 17.0     | 7        | 3           | 4        | 0     | 0        | 17       | 0     | 0        | 5     | 4        | 2.12     | 0.65    |
| 2022      | オリックス | 6     | 0     | 0     | 0     | 0        | 1     | 1     | 0        | 2           | .500  | 15    | 3.1      | 5        | 1           | 1        | 0     | 0        | 3        | 0     | 0        | 3     | 3        | 8.10     | 1.80    |
| 2023      | オリックス | 19    | 0     | 0     | 0     | 0        | 0     | 0     | 0        | 4           | ---   | 79    | 16.2     | 16       | 1           | 10       | 0     | 1        | 12       | 0     | 0        | 8     | 6        | 3.24     | 1.56    |
| 2024      | ロッテ     | 9     | 0     | 0     | 0     | 0        | 0     | 0     | 0        | 0           | .000  | 51    | 11.2     | 11       | 3           | 5        | 0     | 0        | 11       | 1     | 0        | 8     | 8        | 6.17     | 1.37    |
| 通算：7年 | 通算：7年  | 92    | 1     | 0     | 0     | 0        | 4     | 5     | 0        | 17          | .444  | 362   | 84.2     | 66       | 11          | 40       | 1     | 3        | 78       | 4     | 0        | 41    | 38       | 4.04     | 1.25    |

- 2024年度シーズン終了時

### 年度別守備成績
| 年 度 | 球 団      | 投手  | 投手  | 投手  | 投手  | 投手  | 投手     |
| 年 度 | 球 団      | 試 合 | 刺 殺 | 補 殺 | 失 策 | 併 殺 | 守 備 率 |
| ----- | ---------- | ----- | ----- | ----- | ----- | ----- | -------- |
| 2017  | オリックス | 1     | 0     | 0     | 0     | 0     | ----     |
| 2019  | オリックス | 4     | 0     | 0     | 0     | 0     | ----     |
| 2020  | オリックス | 35    | 1     | 3     | 0     | 1     | 1.000    |
| 2021  | オリックス | 18    | 0     | 1     | 0     | 0     | 1.000    |
| 2022  | オリックス | 6     | 0     | 1     | 0     | 0     | 1.000    |
| 2023  | オリックス | 19    | 2     | 1     | 0     | 1     | 1.000    |
| 2024  | ロッテ     | 9     | 4     | 0     | 0     | 0     | 1.000    |
| 通算  | 通算       | 92    | 3     | 10    | 0     | 2     | 1.000    |

- 2024年度シーズン終了時

### 記録
初記録
- 初登板・初先発登板：2017年10月3日、対北海道日本ハムファイターズ24回戦（札幌ドーム）、2回2/3を6失点で敗戦投手
- 初奪三振：2019年7月15日、対東北楽天ゴールデンイーグルス16回戦（京セラドーム大阪）、9回表に堀内謙伍から空振り三振
- 初ホールド：2020年7月31日、対北海道日本ハムファイターズ10回戦（札幌ドーム）、5回裏に2番手で救援登板、1回1/3無失点
- 初勝利：2020年8月15日、対福岡ソフトバンクホークス11回戦（福岡PayPayドーム）、5回裏に3番手で救援登板、1回無失点

### 背番号
- 66（2016年 - 2023年）
- 138（2024年 - 同年5月30日）
- 93（2024年5月31日 - 同年終了）